# Kim Dong-in
Kim Dong-in (* 5. September 1982) ist ein südkoreanischer Fußballschiedsrichter. Er ist seit 2016 K-League-Schiedsrichter und pfeift Spiele der K League Classic und der K League Challenge.